# SS501
SS501 — южнокорейский бойз-бенд, сформированный в 2005 году компанией DSP Media. Состоящая из пяти участников: Ким Хён Чжуна (лидер), Хо Ён Сэна, Ким Кю Джона, Пак Чон Мина и Ким Хён Чжуна. Дебют состоялся 8 июня 2005 года с мини-альбомом Warning.
В 2007 году SS501 вышли на японский рынок с макси-синглом «Kokoro», который дебютировал на пятой строчке в чарте Oricon. В 2008 году, они стали первыми южнокорейскими артистами, получившими награду в номинации «Лучший новый артист» на Japan Gold Disc Awards. Группа на перерыве с 2010 года, однако подгруппа Double S 301, состоящая из участников Хо Ён Сэна, Ким Кю Чжона и Ким Хён Чжуна, продолжает выпускать музыку.

## Название
Название группы - это комбинация букв и цифр, имеющих особое значение. Первая буква «S» означает «суперзвезда», вторая буква «S» - это аббревиатура слова «певец», а комбинация 5, 0 и 1 символизирует «пять членов, объединенных как один навсегда».

## Деятельность группы

### 2005
Группа дебютировала у себя на родине 8 июня 2005 года с синглом Warning (релиз состоялся 26 мая). Второй сингл Snow Prince вышел в конце того же года (10 декабря).
Как Лучшая Новая Мужская Группа SS501 получили три награды: от M.net KM Music Festival — 27 ноября 2005, от SBS Gayo DaeJeon — 29 декабря 2005 и от MBC 10th Gasoo Gayojae — 31 мая 2005.

### 2006
Значительную часть 2006 года группа бездействовала (но у неё уже были поклонники в Японии) из-за проблем с горлом Ён Сэна — главного вокалиста группы. Потребовалось хирургическое вмешательство и время для полного восстановления здоровья.
Во второй половине 2006 года в Осаке (Япония) состоялся их первый концерт Step Up. В конце года они возвратились в Корею и занялись раскруткой первого альбома Volume 1 — S.T 01 Now, выпущенного 10 ноября. В него вошли песни Unlock и Four Chance (4chance).
Продвигая альбом, группа выступила на многих музыкальных шоу и передачах, снялась в шоу SOS на канале M.Net.
Так же SS501 участвовали в озвучке мультфильма Наживка для акулы (в корейском прокате — История Пи).
Как Лучшая танцевальная группа SS501 в 2006 году получила награду на M.net KM Music Festival — 2 ноября, а награду за Популярность среди пользователей Интернета (Netizen Popularity) на SBS Gayo DaeJeon — 29 декабря 2006.

### 2007
28 января 2007 года SS501 получила приз «Музыкальные предпочтения среди пользователей Интернета» (Mutizen) от SBS Inki Gayo за песню Four Chance.
Позже группа дебютировала на японской сцене. В Японии был создан фан-клуб, получивший название Triple S Japan. Встреча клуба и группы произошла 25 марта 2007, эта дата является официальным дебютом клуба.
Первый японский сингл Kokoro включил в себя песни в исполнении всех участников и соло каждого. Сингл после релиза сразу оказался на 5-м месте в Орикон чарте, а через несколько дней поднялся до 3-го.

### 2008
В 2008 году SS501 возвратилась в Корею и 8 марта выпустила сингл Deja Vu. С песней, по названию которой получил название сингл, они выступили на музыкальном канале M.Net на M!Countdown. Затем вышел сингл Song For You. После прощального выступления на Music Bank 6 июня группа возвратилась к своей японской программе.
Параллельно с Лидером другой участник Пак Чон Мин участвовал в постановке корейской версии всемирно известного бродвейского мюзикла «Grease» («Бриолин») в роли Дэнни Зуко — главного героя этой истории.
В связи с плотным графиком Хён Джуна (лидера) и Чон Мина им не удалось поучаствовать в записи мини-альбома U R Man (вышел 25 ноября 2008), поэтому тот был выпущен субгруппой (Ким Хёнг Джун (маннэ), Кю Джон и Ён Сэн), что не сказалось на качестве.
От Japan Gold Disc Award SS501 получили признание как группа, входящая в Лучшую Десятку Новых Артистов — 4 марта 2008, а на Asia Song Festival группа была награждена в категории Лучший Азиатский Артист.

### 2009
Заглавную песню альбома субгруппы показали в одном из эпизодов Boys Over Flowers. Эта дорама принесла успех не только Лидеру, но и всей группе целиком. Поэтому воссоединение SS501 ожидалось старыми и новыми фанатами с нетерпением.
13 мая группа выпустила японский альбом All My Love и, продвигая его, отправилась в тур по Японии. Летом (8 июля 2009) был выпущен корейский мини-альбом Collection, в который вошли сольные композиции, а также была снята одноименная, так называемая, клипо-дорама.
1 августа начался Первый Азиатский тур ПЕРСОНА, за время которого группа успела выступить в Сеуле, Токио, на Тайване, в Шанхае и Гонконге.
20 октября вышел мини-альбом Rebirth, с которым SS501 вернулась на корейскую сцену. Песня из этого альбома, которую продвигали на музыкальных шоу, получила 2 награды на Music Bank и одну на Inki Gayo как Выбор недели (Take7).
На Музыке Сеула группе досталось две награды: в категории Халлю (Hallyu — проникновение поп-культуры Кореи в другие страны) и Bonsang, в которую выбираются десять лучших, — 12 февраля 2009.
На 32-м награждении Cyworld Цифровая музыка 28 марта песня из саундтрека к BoF-у стала Песней месяца. Так же она получила награду Лучший ОСТ на M.net Asian Music Awards.
Ещё одна награда, полученная группой в 2009 году — Yahoo Asia Buzz Award: Asia Top Buzz International Group Award.

### 2010
В рамках Первого Азиатского тура ПЕРСОНА в феврале состоялся концерт в Бангкоке (Таиланд), а также повторный в Сеуле.
Возвращение группы на сцену после перерыва произошло в конце мая на Дрим Концерте 2010, но выступление SS501 из ТВ-показа вырезали.
В мае же вышел мини-альбом Destination, а первую половину июня группа продвигала его на музыкальных шоу страны, получив две награды на Music Bank.
Эта череда выступлений закончилась мини-фанмитингом на шоу tvN Music Show Newton на невеселой ноте.
В июле стало известно, что Ким Хён Джун (лидер) покинул DSP и заключил договор с компанией Keyeast. А в июле он начал сниматься в корейской экранизации манги Itazura na Kiss — Playful Kiss.
Дорама появилась на экранах первого сентября и за время трансляции имела низкие рейтинги, поэтому вместо заявленных 20 серий было показано только 16.
10 августа стало известно, что и другой участник группы Пак Чон Мин оставил DSP и подписал контракт с CNR Media, запланировал выпуск альбома.
CNR Media представляет собой совместное предприятия тайваньского производителя дорам Comic-Ritz и корейской Roy Media.
Также в августе новый контракт подписал Ким Хёнг Джун (Маннэ). Его новым агентством стало S-Plus Entertainment.
Оставшиеся участники Ким Кю Чжон и Хо Ён Сэн заключили контракты с B2M Entertainment.

### 2011 — 2016
Карьера участников группы в других компаниях началась по-разному: Хо Ён Сэн и Ким Кю Чжон отправились с фан-митингами по странам Азии; Ким Хёнг Джун (Маннэ) принял участие в японском мюзикле Cafe-In; Пак Чон Мин записал соло-альбом, релиз которого сначала планировался на ноябрь 2010 года, но был отложен из-за политической ситуации в стране; Лидер в основном занимался вокалом и рекламными проектами.
Первым сольную карьеру начал Пак Чон Мин, выпустив в конце января клип Not Alone (19 января 2011) и одноименный сингл (20 января 2011). Примечательно, что тематика заглавной песни диска была не любовной, свойственной большинству песен корейского шоу-бизнеса, а имела социальную окраску, поднимая проблемы людей, по тем или иным причинам чувствующих себя вне социума.
Закончив свой дебютный промоушен на музыкальных каналах Кореи, Чон Мин отправился покорять Японию.
Следующим самостоятельную карьеру начал в марте 2011 Ким Хёнг Чжун (маннэ), сняв два клипа на песни со своего сингла My Girl.
Третьим поклонники дождались мини-альбома Хо Ён Сэна Let It Go, который вышел 12 мая 2011 — на следующий день после релиза клипа. В записи заглавной песни и, соответственно, клипа участвовала певица из группы Spica Park Ju Hyun. Ещё один трек (Rainy Heart) был записан при участии Кю Чжона. При этом дебют Ён Сэна начался с задержкой из-за травмы руки, полученной на репетиции.
31 мая 2011 года дебютировал Лидер. Сначала состоялся релиз клипа Please, затем — релиз второго клипа (7 июня 2011) и мини-альбома (8 июня 2011) Break Down. Для поклонников большой неожиданностью стало не обещанное улучшение вокала Хён Джуна, а достаточно резкая перемена в имидже айдола.
Пока коллеги дебютировали на музыкальной сцене, Ким Кю Чжон принял участие в корейском мюзикле Гун (Goong) в Японии.
По заявлению Хёнг Чжуна (маннэ), после того, как у всех участников завершится продвижение собственных проектов, возможно воссоединение группы.
После успешного корейского и японского альбома Lucky guy и роста популярности Ким Хён Джуна как сольного исполнителя по всей Азии ему была предложена главная роль в драме Завоевание города / CityConquest. Его герой ненавидит своего отца, который оставил его и мать, когда он был маленьким. Поэтому он жаждет отомстить обществу, которое уничтожило его жизнь и жизнь его семьи. Однако, когда дело доходит до любви, он оказывается беспомощен. Лидеру предложили роль в апреле этого года, и летом уже начались полноценные съёмки в Японии и Корее. Выход дорамы был запланирован на начало 2013 года.
Хо Ён Сен присоединился к актерскому составу комедии KBS2 «Мне нужна фея» в 23 эпизоде. Его партнершей стала популярная певица, участница женской группы NaCha-ра, играющая его первую любовь. Он покинул её, чтобы продолжить свою карьеру в качестве профессионального певца, но вернулся к ChaNa-ра после прихода к славе. Имя его персонажа является таким же, как настоящее имя Хо Ен Сэн, но всего называют Kaki.
Kим Хенг Джун снялся в своей первой драме, «Да она чокнутая!», где сыграл главную роль, идола Кан Мина.
В июне 2012 года B2MEntertainment объявили, что Ким Кю Джон начнет проходить обязательную военную службу в июле. 3 июня, Кю Джон провел прощальную встречу Thank U ThanKYU с Triple S в университете Yonsei в Sinchon-dong, Сеул, которую посетили и другие члены SS501. Впервые более чем за два года пять членов SS501 собрались вместе на одном мероприятии.
12 декабря Ким Хен Джун выпустил полноценный японский альбом UNLIMITED. 19 декабря вышел первый японский альбом Пак Чон Мина Midnight theatre.
В 2012 году Хо Ён Сен стал обладателем награды от Korea Fulfillment Awards.
12 мая 2015 года Ким Хён Джун заступил на обязательную военную службу. Примерная дата  демобилизации - 11 февраля 2017 года.

### 2016
В 2016 году 16 февраля состоялось долгожданное воссоединение 3-х участников группы как ss301 с синглом Pain. Вместе с этим синглом вышли также песни Saxophone, Dirty love, 21gram, Sorry I'm busy в мини-альбоме Eternal 5. После этого вышел японская версия мини-альбома Eternal S, в которую вошли песни Fraction, Let me know, Bad daimension, Never ending dream.
В 11-й годовщине, 8 июня вышел кэмбек Ah ha.

## Состав
| Сценический псевдоним | Сценический псевдоним | Настоящее имя | Настоящее имя | Дата рождения | Позиция в группе          |
| Основной              | Другой                | На русском    | Хангыль       | Дата рождения | Позиция в группе          |
| --------------------- | --------------------- | ------------- | ------------- | ------------- | ------------------------- |
| Хёнчжун               | Hyun-joong            | Ким Хён Чжун  | 김현중        | 06.06.1986    | Лидер, рэпер, лицо группы |
| Ёнсэн                 | Young-saeng           | Хо Ён Сэн     | 허영생        | 03.11.1986    | Ведущий вокалист          |
| Кючжон                | Kyu-jong              | Ким Кю Чжон   | 김규종        | 24.02.1987    | Вокалист                  |
| Чонмин                | Kyu-jong              | Пак Чон Мин   | 박정민        | 03.04.1987    | Вокалист                  |
| Хёнгджун              | Hyung-jun             | Ким Хёнг Джун | 김형준        | 03.08.1987    | Рэпер, вокалист, макнэ    |

## Дискография
| Корейские альбомы Студийные альбомы S.T 01 Now (2006) Мини-альбомы Warning (2005) Snow Prince (2005) Deja Vu (2008) Find (2008) Solo Collection (2009) Rebirth (2009) Destination (2010) | Японские альбомы Студийные альбомы SS501 (2007) All My Love (2009) Мини-альбомы Kokoro (2007) Distance (2007) Lucky Days (2008) |  |

## Концерты и шоукейсы
| - Step Up в Сеуле, Южная Корея (2006) - Step Up в Пусане, Южная Корея (2006) - Step Up в Тэгу, Южная Корея (2006) - Концерт в Осаке, Япония (2006) - Концерт в Сеуле, Южная Корея (2006) - 4-й ежегодный фестиваль корейской музыки в Лос-Анджелесе, Калифорния, США (2006) - Концерт в Токио, Япония (2007) - Концерт в Шанхай, Китай (2008) - Концерт в Токио, Япония (2008) - Концерт в Осаке, Япония (2008) - SS501 шоукейсы подгруппы Triple S – Олимпийская гимназия фехтования, Сеул (15 ноября 2008) | - Victory Concert in Los Angeles, California, USA (2009) - 7-й ежегодный фестиваль корейской музыки в Лос-Анджелесе, Калифорния, США (2009) - 1st Asia Tour Persona in Seoul, South Korea – два концерта (Июль 2009) - 1st Asia Tour Persona in Tokyo, Japan (2009) - 1st Asia Tour Persona in Taipei, Taiwan (2009), - 1st Asia Tour Persona in Shanghai, China (2009) - 1st Asia Tour Persona in Hong Kong, China (2009) - 1st Asia Tour Persona in Bangkok, Thailand (2010) - 1st Asia Tour Persona Encore in Seoul, South Korea (27 февраля 2010 в Олимпийская арена гимнастики) - SS501 Special Concert in Saitama Super Arena (25 апреля 2010) - SS501 Newton X-Concert in Seoul, South Korea (13 июня 2010) - "Double S 301 CONCERT〈U R MAN IS BACK〉IN SEOUL" (19–20 марта, 2016) - "Double S 301 KCON IN UAE" ( March 25, 2016/Abu Dhabi) - "Double S 301 CONCERT〈U R MAN IS BACK〉IN JAPAN" (25 апреля, 2016/Tokyo ) - "Double S 301 CONCERT〈U R MAN IS BACK〉IN JAPAN" (27 апреля, 2016/Osaka ) |